# Abu Hafs Omar al-Murtada
Abū Ḥafṣ ʿOmar al-Murtaḍā (in arabo أبو حفص المرتضى عمر بن أبي إبراهيم اسحاق بن يوسف بن عبد المؤمن‎?; ... – 1266) è stato un califfo berbero almohade, succedette ad Abū l-Ḥasan al-Saʿīd al-Muʿtaḍid, regnò su quanto sopravviveva dei domini almohadi, dal 1248 alla sua morte.

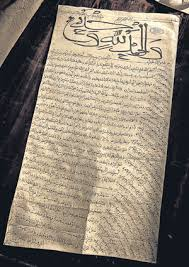
Lettera di Abū Ḥafṣ ʿOmar al-Murtaḍā al papa Innocenzo IV.

Durante il suo califfato, l'area del sotto il controllo almohade era ridotta alla sola regione di Marrakesh. Fu costretto a pagare tributi ai Merinidi per mantenere la pace. Fu spodestato nel 1266 dal cugino Abu l-'Ala al-Wathiq bi-llah Idris, che si proclamò califfo.